# Castejón de Tornos
Castejón de Tornos est une commune d’Espagne, dans la Comarque du Jiloca, province de Teruel, communauté autonome d'Aragon.